# SL X1

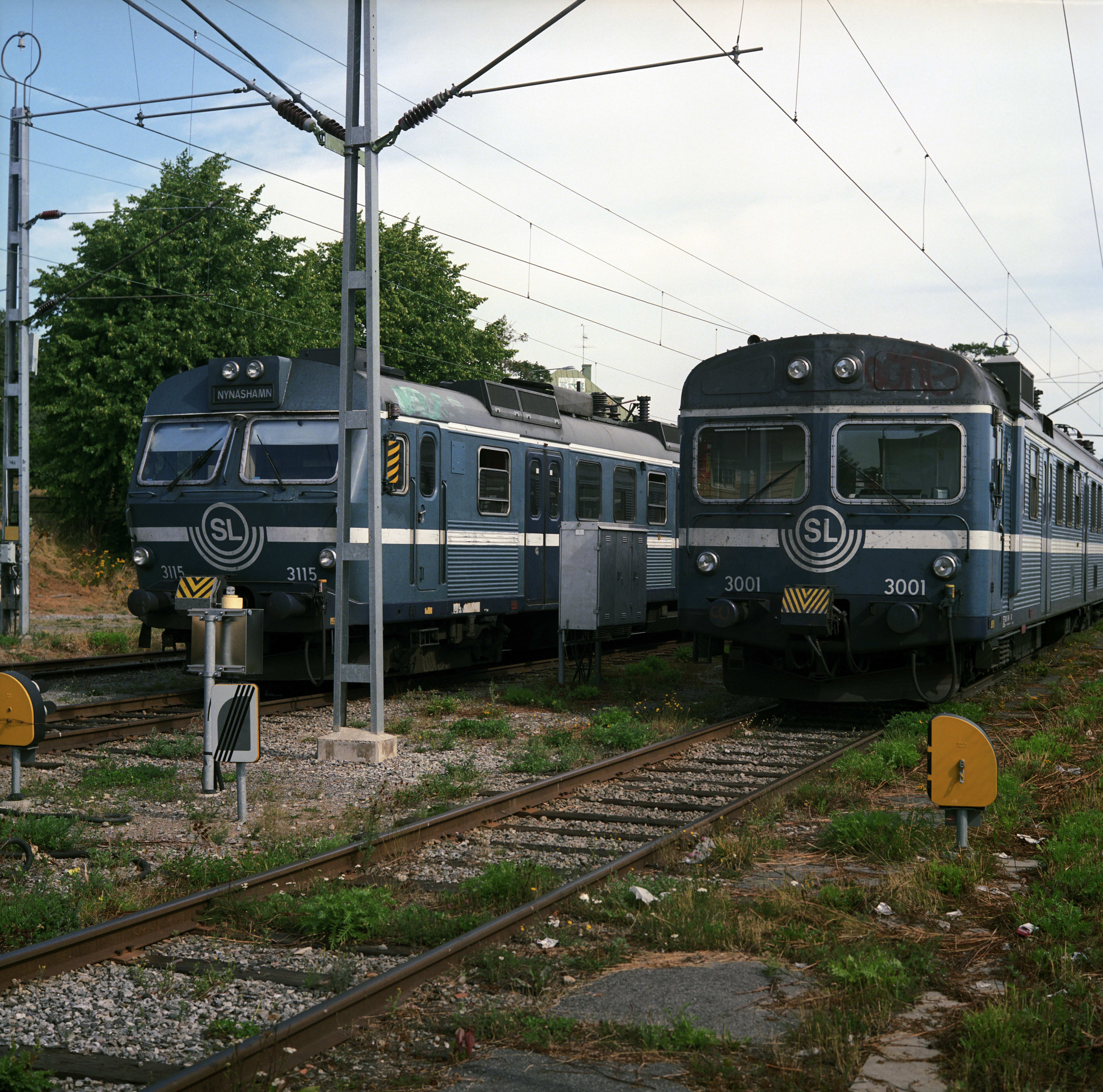
Ein X10 und X1 im Bahnhof Nynäsnamn

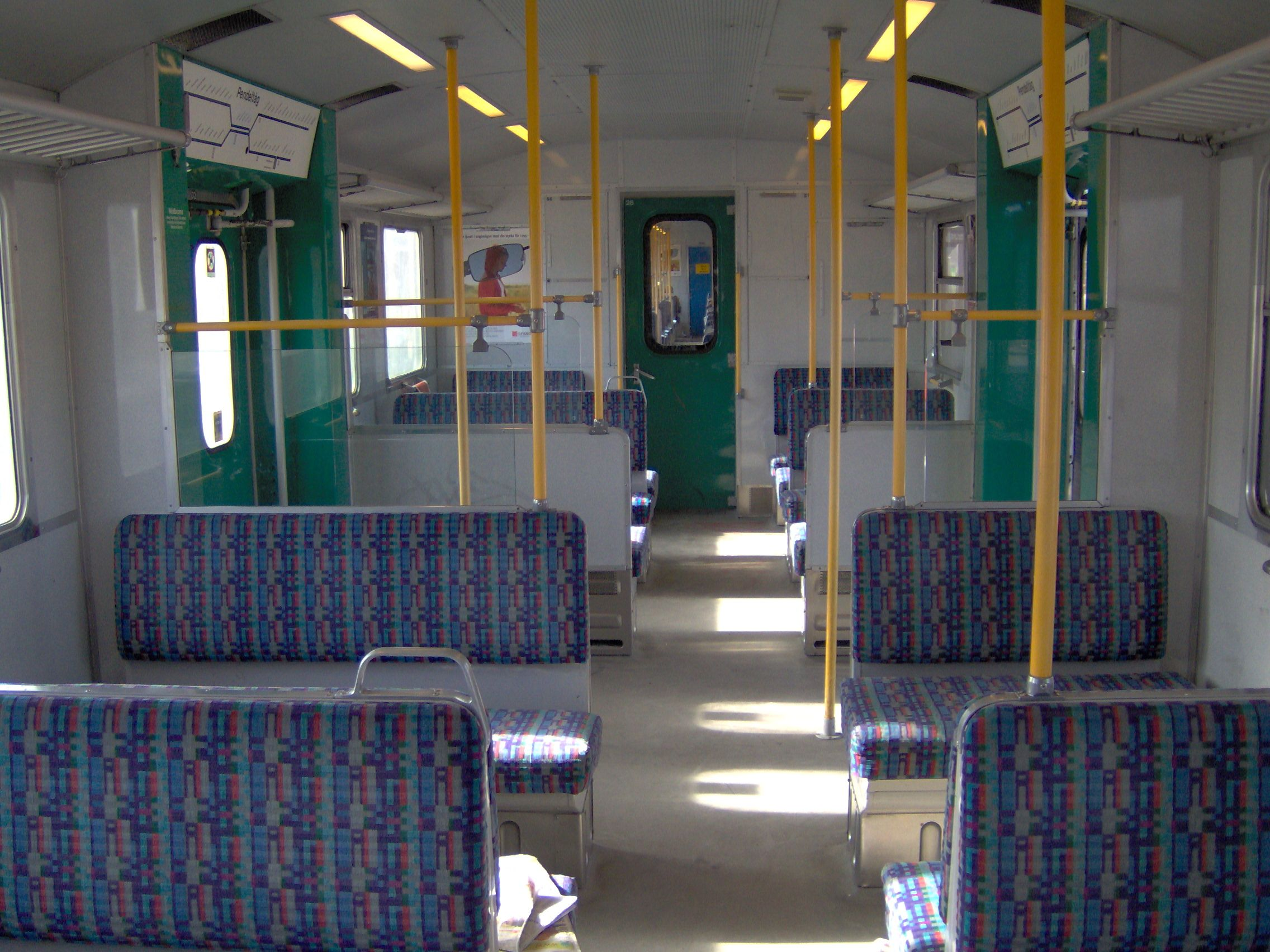
Inneneinrichtung

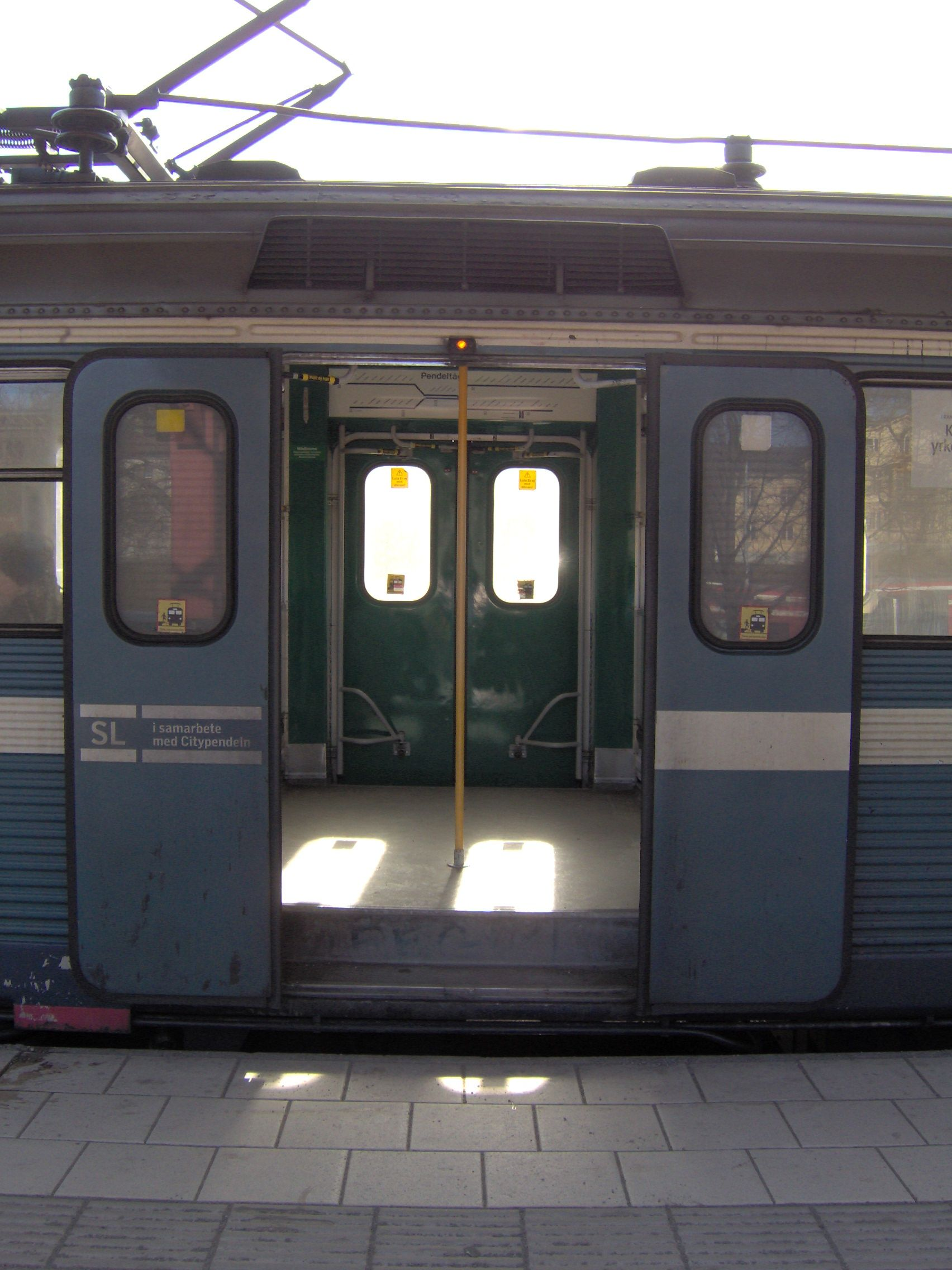
Schwenktüren eines X1

Die Baureihe X1 der  sind elektrische Triebzüge, die für das Pendeltåg-Netz von Storstockholms Lokaltrafik (SL) hergestellt und eingesetzt wurden.

## Geschichte
Insgesamt wurden zwischen 1967 und 1975 104 Zweiwageneinheiten diesen Types von ASEA hergestellt. Jede Einheit bestand aus einem Triebwagen (X1-A) und einen Steuerwagen (X1-B).

## Technische Daten
Die zulässige Höchstgeschwindigkeit beträgt 120 km/h und die Dienstmasse 78 Tonnen. Die Wagen erhielten ein für die damalige Zeit typisches kubisches Aussehen und konnten mit den neueren Wagen des Typs X10 gekuppelt und gemeinsam eingesetzt werden.
Jeder Wagen besitzt drei Doppeltüren auf jeder Seite. Anfangs waren die Wagenkästen dunkelblau und hatten ein graues Dach. In den 1990er Jahren wurde ein weißer Seitenstreifen hinzugefügt und auf der Front – an der sich bis dahin die Betriebsnummer befand – das SL-Logo angebracht.
Die Wagen wurden im Laufe der Zeit mehrmals modernisiert. Während der Wintermonate der 1970er Jahre wurde festgestellt, dass die Züge nicht gut geeignet waren, um Kälte und Schnee auszuhalten. Deswegen wurden unter anderem die Lufteinlässe und die Motoren mehrmals umgebaut.

## Inneneinrichtung
Die Inneneinrichtung besteht aus Sitzen in der Anordnung 2+3. Diese Sitze sind gegeneinander angeordnet, so dass sich immer vier und sechs Personen je Abteilreihe gegenübersitzen können. Diese Inneneinrichtung hat mehrere Modernisierungen durchlaufen. Die Beleuchtung bestand ursprünglich aus freihängenden, mit Kunststoff ummantelten Leuchtröhren, die später in die Decke integriert wurden. Die Innenwände waren grau und die Sitze mit dunkelblauem Stoff bezogen.
In den 1980er Jahren erhielten die Wände eine orange Farbgebung und die Sitze wurden grau bezogen, während bei der nächsten Modernisierungsrunde die Wände wieder grau wurden, jedoch in einem anderen Farbton. Die Außen- und die Durchgangstüren erhielten einen Farbanstrich in markantem Rot, Blau, Grün oder Gelb. Im jeweiligen Wagen wurde immer nur eine Farbe verwendet. Später wurden die Sitze mit buntem Stoff bezogen. Längere Zeit gab es kleine Papierkörbe in den Zügen, die später entfernt wurden. Die Halterungen blieben erhalten.

## Betrieb
Im Normalfall wurden vier Einheiten (acht Wagen) pro Zug eingesetzt. In der Nebenverkehrszeit und auf weniger frequentierten Strecken wurde die Anzahl der Einheiten auf zwei reduziert.
Nach über 40 Jahren Einsatz wurden die Züge ab 2006 nach und nach ausgemustert und verschrottet. Sie wurden durch die neue Baureihe X60 ersetzt. Ende 2009 waren noch 20 Einheiten als Reservezüge vorhanden. Der letzte Triebzug wurde im April 2011 abgestellt.

## Verbleib
Die Einheit X1 3019 / 3081 wurde am 5. Juli 2011 dem Sveriges Järnvägsmuseum in Gävle übergeben.

## Erwähnenswertes
Im Videoclip zum 1982 veröffentlichten Lied The Day Before You Came der schwedischen Pop-Band ABBA ist zu Beginn und am Ende ein abfahrender X1-Zug zu sehen. Am Schluss läuft die Einheit X1 3001, die Fahrzeugnummer ist an der Stirnwand erkennbar.